# Diocese de Carpi
A Diocese de Carpi (Dioecesis Carpensis) é uma circunscrição eclesiástica da Igreja Católica na Itália, pertencente à Província Eclesiástica da Emília-Romanha e à Conferenza Episcopale Italiana, sendo sufragânea da Arquidiocese de Módena-Nonantola.
A sé episcopal está na Catedral de Carpi, na Região da Emília-Romanha.

## Território
A Diocese, em 2016, contava 117 mil batizados, em uma população de 130 mil habitantes. A Diocese tem 39 paroquias, na cidade de Carpi e  em algumas comunas na província de Módena (Soliera, San Possidonio, Novi di Modena, Campogalliano, Concordia sulla Secchia, Mirandola) e Rolo na província de Régio da Emília.

## Administração
|                          | Nome                                            | Período    | Notas                                       |
| Bispos                   | Bispos                                          | Bispos     | Bispos                                      |
| ------------------------ | ----------------------------------------------- | ---------- | ------------------------------------------- |
| 19º                      | Erio Castellucci                                | 2020-atual |                                             |
| 18º                      | Francesco Cavina                                | 2011-2019  |                                             |
| 17º                      | Elio Tinti                                      | 2000-2011  |                                             |
| 16º                      | Nino Staffieri                                  | 1989-1999  | Nomeado Bispo de La Spezia-Sarzana-Brugnato |
| 15º                      | Alexandre Maggiolini                            | 1983-1989  | Nomeado Bispo de Como                       |
| 14º                      | Artémio Prati                                   | 1952-1983  |                                             |
| 13º                      | Vigìlio Federique Dalla Zuanna, O.F.M.Cap.      | 1941-1952  |                                             |
| 12º                      | Carlos de Ferrari, C.S.S.                       | 1935-1941  | Nomeado Arcebispo de Trento                 |
| 11º                      | João Pranzini                                   | 1924-1935  |                                             |
| 10º                      | André Righetti                                  | 1891-1924  |                                             |
| 9º                       | Gherardo Araldi                                 | 1871-1891  |                                             |
| 8º                       | Gaetano Maria Cattani                           | 1850-1863  |                                             |
| 7º                       | Pietro Raffaelli                                | 1839-1849  | Nomeado Bispo de Reggio Emilia-Guastalla    |
| 6º                       | Clemente Maria Bassetti                         | 1831-1839  |                                             |
| 5º                       | Adeodato Antonio Giovanni Luigi Caleffi, O.S.B. | 1826-1830  | Nomeado Arcebispo de Módena-Nonantola       |
| 4º                       | Filippo Cattani                                 | 1822-1826  | Nomeado Bispo de Reggio Emilia-Guastalla    |
| 3º                       | Giacomo Boschi                                  | 1807-1815  |                                             |
| 2º                       | Carlo Belloni                                   | 1794-1800  |                                             |
| 1º                       | Francesco Benincasa, S.J.                       | 1779-1793  |                                             |
| Administrador apostólico |                                                 |            |                                             |
|                          | Erio Castellucci                                | 2019-2020  | Arcebispo de Módena-Nonantola               |